# Mexicanen in Nederland
Met Mexicanen in Nederland (Spaans: Mexicanos en Holanda) worden in Nederland wonende Mexicanen, of Nederlanders van Mexicaanse afkomst aangeduid. Volgens het Centraal Bureau voor de Statistiek (CBS) woonden er per 1 januari 2021 zo’n 8.777 Nederlanders met een Mexicaanse migratieachtergrond in Nederland. Bovendien hebben 3.129 inwoners de Mexicaanse nationaliteit.

## Aantal
Op 1 januari 2021 werden er 8.777 personen met een Nederlandse migratieachtergrond geregistreerd, een verdubbeling ten opzichte van tien jaar eerder. Een meerderheid van de Mexicaanse migranten is vrouwelijk (56% in 2021).
| Mannen           | 542   | 766   | 1.219 | 1.743 | 2.399 | 3.315 | 3.822 |
| Vrouwen          | 709   | 1.036 | 1.675 | 2.311 | 3.149 | 4.303 | 4.955 |
| aantal Mexicanen | 1.251 | 1.802 | 2.894 | 4.054 | 5.548 | 7.618 | 8.777 |